# Protea

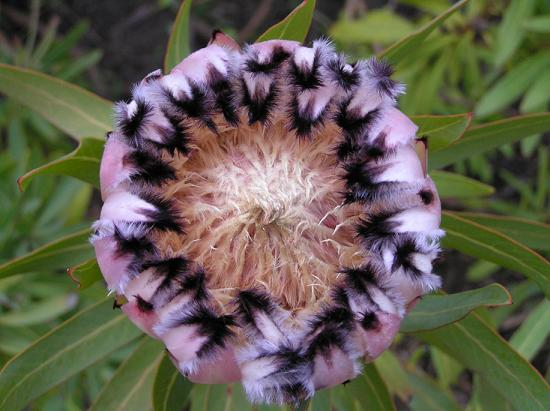
Protea neriifolia

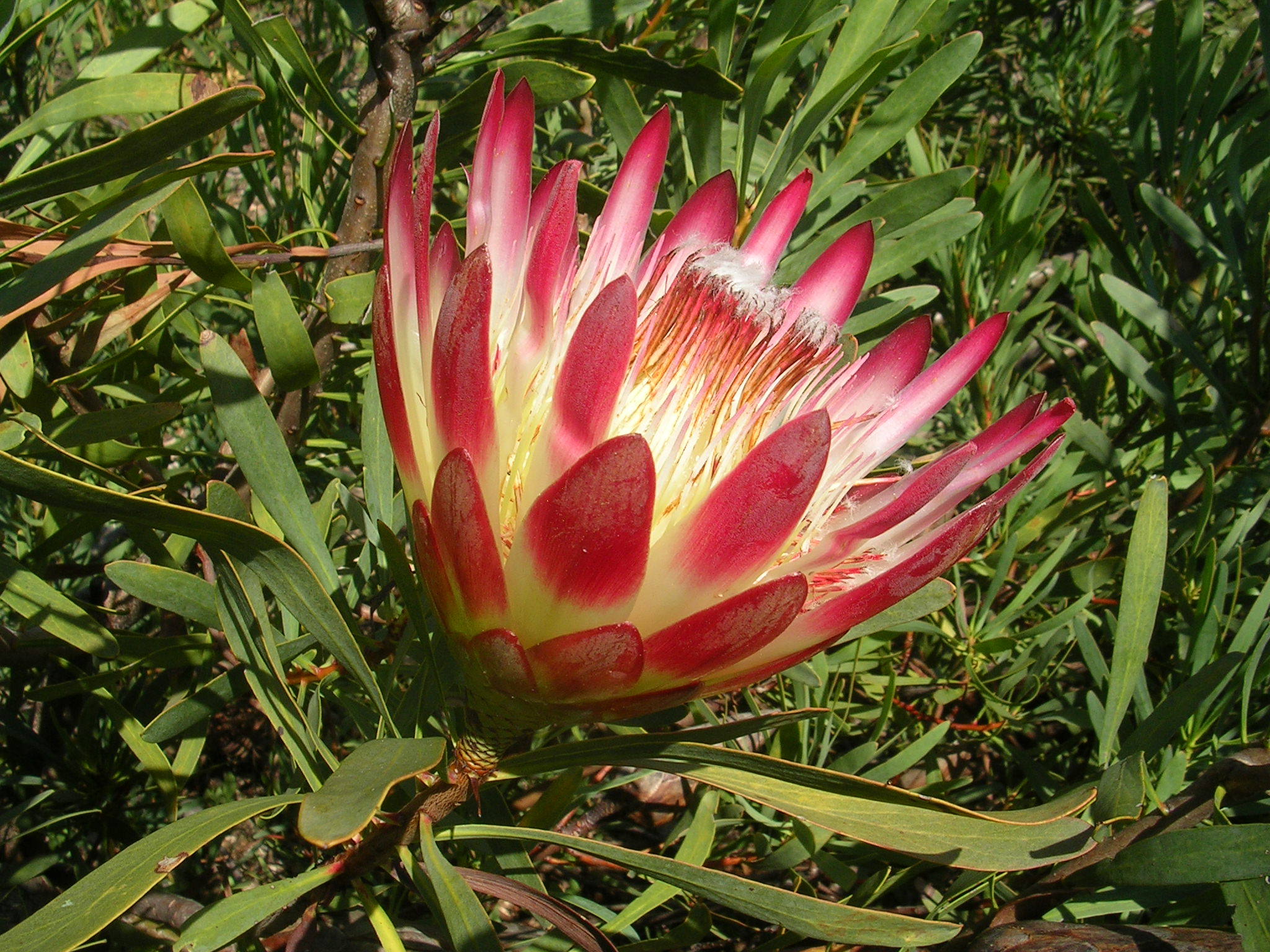
Protea repens

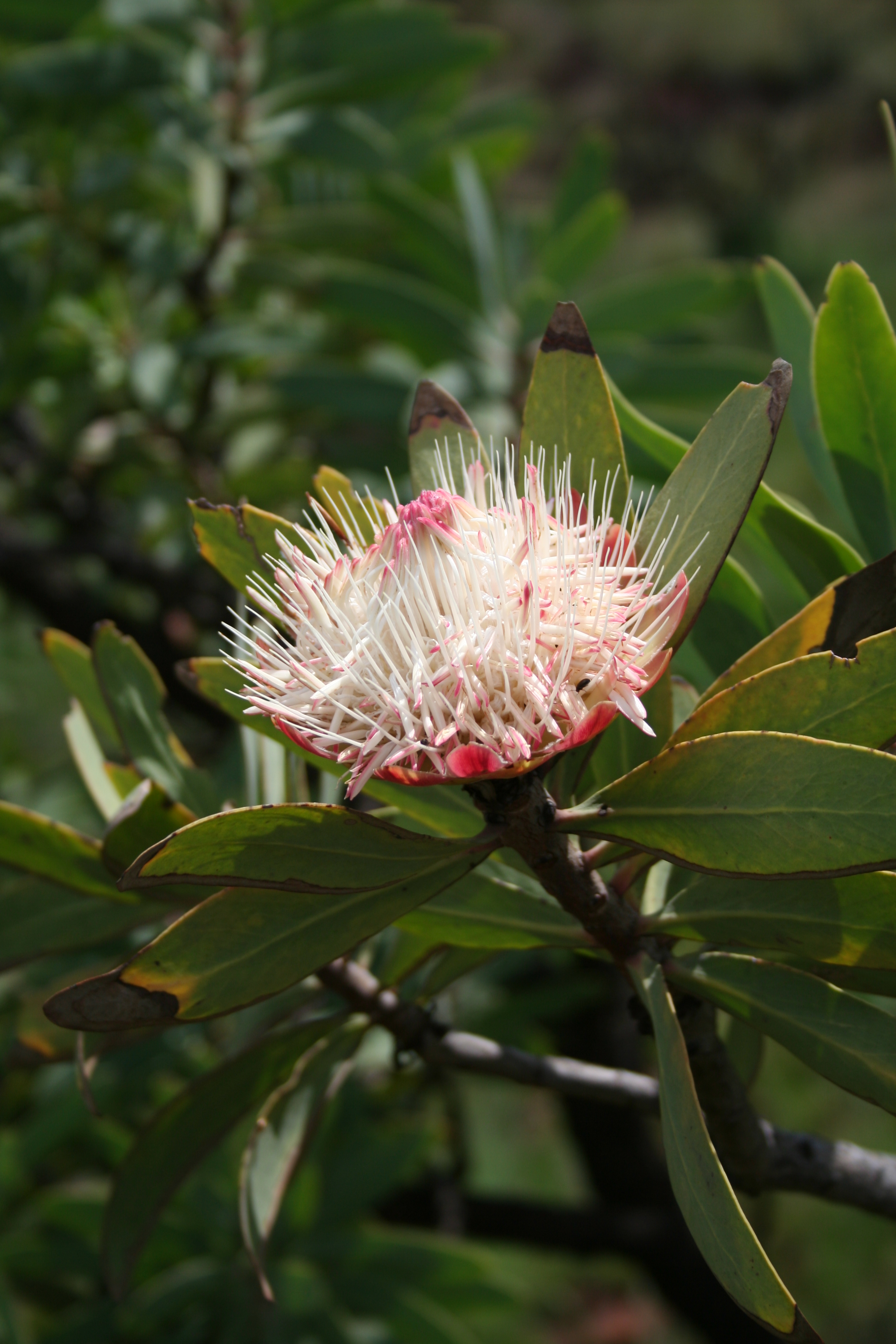
Protea caffra

Protea of suikerbos is een geslacht uit de familie Proteaceae. Alhoewel Protea ook elders in Afrika te vinden is, komt meer dan 90% van de soorten voor in het fynbos in Zuid-Afrika, dat de floraregio van de Kaap vormt. Enkele soorten worden hier nader beschreven:
- Blauwe suikerbos (Protea neriifolia)
- Echte suikerbos (Protea repens)
- Gele suikerbos (Protea aurea)
- Gewone protea (Protea caffra)
- Hottentotsuikerbos (Protea lacticolor)
- Kleindensuikerbos (Protea aristata)
- Koningsprotea (Protea cynaroides), de nationale bloem van Zuid-Afrika.
- Rode suikerbos (Protea grandiceps)
- Witte bossuikerbos (Protea mundii)

Er is een groot project aan de gang om protea's in Zuid-Afrika te catalogiseren, bekend als het Protea Atlas Project.
... · 
Adenanthos · 
Alloxylon · 
Banksia · 
Grevillea · 
Leucadendron · 
Macadamia · 
Persoonia · 
Protea · 
Toronia · 
Xylomelum · 
...